# روبرت أوربانيك
روبرت أوربانيك وهو من مواليد (29 أبريل 1987) هو رياضي بولندي متخصص في رمي القرص . أفضل رقم شخصي له في رياضة رمي القرص هو 66.93 مترًا ، تم تحقيقه في عام 2012 في هاله.
في عام 2012 احتل روبرت أوربانيك المركز السادس في بطولة أوروبا في هلسنكي وتأهل للنهائيات في أولمبياد لندن . في بطولة العالم 2013 في موسكو ، واحتل المركز السادس بنتيجة 64.32. في عام 2014 ، فاز بالبرونزية في بطولة أوروبا في بطولة أوروبا في زيورخ بنتيجة 63.81. كما حصل على البرونزية في بطولة العالم في بكين 2015 بعد رمي 65.18. احتل المركز التاسع في بطولة أوروبا 2016 في أمستردام.